# Kristóf Joó
Kristóf Joó es un deportista húngaro que compite en vela en la clase Soling. Ganó una medalla de oro en el Campeonato Mundial de Soling de 2019 y dos medallas en el Campeonato Europeo de Soling, plata en 2016 y bronce en 2024.

## Palmarés internacional
| Campeonato Mundial | Campeonato Mundial | Campeonato Mundial | Campeonato Mundial |
| Año                | Lugar              | Medalla            | Clase              |
| ------------------ | ------------------ | ------------------ | ------------------ |
| 2019               | La Baule (Francia) | Medalla de oro     | Soling             |
| Campeonato Europeo |                    |                    |                    |
| Año                | Lugar              | Medalla            | Clase              |
| 2016               | Traunsee (Austria) | Medalla de plata   | Soling             |
| 2024               | La Baule (Francia) | Medalla de bronce  | Soling             |